# اوتروپیوس (کنسول ۳۹۹)
اوتروپیوس (یونانی: Εὐτρόπιος؛ ۱ ژانویهٔ ۰۴۰۰ – ۱ ژانویهٔ ۰۳۹۹) سیاستمدار، و پرسنل نظامی اهل روم باستان و امپراتوری بیزانس بود. مقامی که در زمان امپراتورآرکادیوس به شهرت رسید. او اولین خواجه (جنسی) بود که در امپراتوری روم کنسول شد.